# Dundee (Nueva York)
Dundee es una villa ubicada en el condado de Yates en el estado estadounidense de Nueva York. En el año 2000 tenía una población de 1,690 habitantes y una densidad poblacional de 581 personas por km².

## Geografía
Dundee se encuentra ubicada en las coordenadas 42°31′28″N 76°58′29″O / 42.52444, -76.97472.

## Demografía
Según la Oficina del Censo en 2000 los ingresos medios por hogar en la localidad eran de $26,034, y los ingresos medios por familia eran $32,446. Los hombres tenían unos ingresos medios de $28,875 frente a los $20,885 para las mujeres. La renta per cápita para la localidad era de $14,858. Alrededor del 17% de la población estaban por debajo del umbral de pobreza.